# Die Rose (Walser)

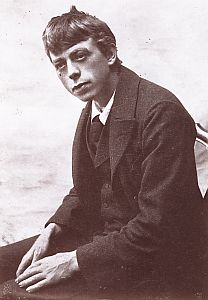
Robert Walser

Die Rose ist eine Essaysammlung von Robert Walser, im Februar 1925 bei Ernst Rowohlt in Berlin erschienen.

## Genre
Gero von Wilpert kategorisiert die siebenunddreißig kurzen Texte Walsers als Essays.
Greven bezeichnete die Sammlung als „Miniaturen, Kurzgeschichten“ sowie „literarische und humoristische Betrachtungen“ und lobte die „höchst originelle Kulturkritik“.

## Inhalt (Auswahl)

### Eine Ohrfeige
In Eine Ohrfeige und Sonstiges schreibt Walser, er sei „schon auf die eigentümlichsten Einfälle“ gekommen. Nachdem er die Kreuzigung Jesu haarklein beschreibt meint der Autor, Schriftsteller sollen nicht ans Großartige denken, sondern „in Kleinigkeiten bedeutend“ werden.
Im Folgenden reflektiert Walser sein Schaffen und spricht dabei auch direkt den Leser an. Um das finanzielle Wohlergehen der Verleger sorgt er sich gleichfalls. Jene sollten sich „Autoren halten, die im Leben sonst noch etwas sind“. Sich und seinen Berufsstand nimmt Walser nur so ernst als unbedingt nötig.

### Gott und die Welt
Walser denkt darüber nach, dass Gott dem Menschen nicht viel gibt. Daraufhin widmet er sich einer Pressemeldung zu Lenins Tod und zieht Parallelen zwischen ihm und Jesus.

### Die Rose
In der kleinen Szene schenkt der trotzige Arthur einer Kellnerin keine Rose. Sie bekommt die Blume von einem anderen und bedauert dies, da nicht die Aufmerksamen, sondern die Achtlosen auf Frauen Eindruck machen.

### Der Einsame
Das Werk ist ein poetisches Loblied auf die geistig-moralische Freiheit und Ungebundenheit des Einsamen, Nichtintegrierten. 

## Zitate
- „Quillt nicht gute Laune oft aus schlechter?“[2]
- „Hinaufzukommen versuchen ist schöner, als oben zu sein“[3].
- „Einwilligung hat Folgen“[4].
- „Wir befassen uns lieber mit andern als mit uns selbst“[5].
- „Vielleicht ist gerade die Liebe die Feindin der Liebe“[5]

## Selbstzeugnis
Walser schreibt im Herbst 1925 an Resy Breitbach: „'Die Rose' ist eines meiner feinsten Bücher… Es ist das ungezogenste, jugendlichste aller meiner Bücher,…“.

## Rezeption
Zahlreiche Redaktionen haben dieses Werk besprochen. Die frühste Veröffentlichung datiert auf den 28. Januar 1925 von Eduard Korrodi in der NZZ, knapp drei Dutzend Rezensionen wurden in Zeitgenössische Rezensionen zu Robert Walser, Die Rose zusammengetragen. Die letzten stammen aus dem Jahr 1927.
- Greven entdeckt in der Rose „wahre Wunder der Sprache“.[6]
- Zu seiner Zeit war Walser mit seinen „aleatorischen Montagen“, wie sie in der Rose auffindbar sind, ein „Avantgardist“.[8]* Der Humor Walsers in der Rose sei auch Spiegel einer gefährdeten Psyche[6].

| Autor(en)                                                                                               | Blatt                                                        | Jahrgang      | Nr.                   | Ort        | Datum            | Ausgabe                                                 | Buch                                     | Seite                   |
| --- | ------------------------------------------------------------ | ------------- | --------------------- | ---------- | ---------------- | ------------------------------------------------------- | ---------------------------------------- | ----------------------- |
| Eduard Korrodi, Walser über Walser,                                                                     | in: Neue Zürcher Zeitung                                     | Jg. 146       | Nr. 145               |            | 28.1.1925        | Abendausgabe                                            | 7. Blatt                                 | S. [1].                 |
| M. M. [= Max Mell], Robert Walser, Die Rose. Berlin, Ernst Rowohlt,                                     | in: Deutsche Zeit. Parteiblatt der Großdeutschen Volkspartei | Jg. 2         | Nr. 165               |            | 10.2.1925        |                                                         |                                          | S. 6.                   |
| Dr. [Walther] Schotte, Robert Walser, Die Rose. Skizzen. (Rowohlt.) Geb. 6.50 M,                        | in: Neue Bücher. Katalog der Stuhr’schen Buchhandlung        |               | Nr. 3                 | Berlin     | 1925 [März 1925] |                                                         |                                          | S. 119.                 |
| o. V., Theater, Kunst und Literatur, Robert Walser, Die Rose, Ernst Rowohlt in Berlin,                  | in: Pester Lloyd                                             | Jg. 72        | Nr. 50                |            | 3.3.1925         |                                                         |                                          | S. 7.                   |
| Albert Ehrenstein, Robert Walsers „Rose“,                                                               | in: Frankfurter Zeitung                                      | Jg. 69        | Nr. 214               |            | 21.3.1925        | Erstes Morgenblatt                                      |                                          | S. 3.                   |
| M. [= Hugo Marti], Hors d’œuvre,                                                                        | in: Der Bund                                                 | Jg. 76        | Nr. 123               |            | 22.3.1925        | Sonntagsausgabe                                         |                                          | S. 5.                   |
| C. M.-R. [= Carl Müller-Rastatt], Vom Büchertisch. Robert Walser, Die Rose,                             | in: Hamburgischer Correspondent                              | Jg. 195       | Nr. 142               | 25.3.1925  | Abendausgabe     | (Beilage) Zeitung für Literatur, Kunst und Wissenschaft | Nr. 71                                   | S. [1].                 |
| A. D., Literarisches. Robert Walser, Die Rose,                                                          | in: Schlesische Zeitung                                      | Jg. 184       | Nr. 172 (A 103)       |            | 12.4.1925        |                                                         |                                          | S. [2].                 |
| Franz Blei, Robert Walser. Die Rose,                                                                    | in: Roland. Gesellschaft Kunst Finanz                        | Jg. 23        | H. 17                 |            | 23.4.1925        |                                                         |                                          | S. 40.                  |
| Max Krell, Neue deutsche Novellen,                                                                      | in: Leipziger Tagblatt und Handelszeitung                    | Jg. 119       | Nr. 115               |            | 26.4.1925        |                                                         | Bücherschau                              | S. 16.                  |
| E., Robert Walser: Die Rose. Ernst Rowohlt Verlag, Berlin,                                              | in: Der Kreis. Zeitschrift für künstlerische Kultur          |               |                       |            |                  | hrsg. von der Hamburger Bühne                           | (Beilage) Das neue Buch                  | S. 48.                  |
| Leo Greiner, Robert Walser: Die Rose,                                                                   | in: Berliner Börsen-Courier                                  | Jg. 57        | Nr. 203               |            | 3.5.1925         | (Sonntagsbeilage)                                       | Der Bücherkarren.                        |                         |
| Karl Fuß, Von neuer Novellistik,                                                                        | in: Rheinisch-Westfälische Zeitung                           | Jg. 188       | Nr. 342               |            | 17.5.1925        | (Beilage) Kunst Wissen Leben                            |                                          | S. [9].                 |
| Georg Hermann, Ueber das Bücherlesen,                                                                   | in: Vossische Zeitung                                        | Jg. X         | Nr. 236 (A 126)       |            | 20.5.1925        | Morgenausgabe                                           | Das Unterhaltungsblatt                   | S. [1].                 |
| o. V., Gute Bücher für die Große Welt, Die Rose, von Robert Walser, Verlag Ernst Rowohlt. Berlin,       | in: Die Große Welt                                           | Jg. [2]       | Nr. 15                |            | Juni 1925        |                                                         |                                          | S. 129.                 |
| Vr., Die Rose. Von Robert Walser,                                                                       | in: Neue Berner Zeitung                                      | Jg. 7         | Nr. 137               |            | 15.6.1925        | Stadtausgabe                                            | Rubrik Büchertisch.                      | S. 4                    |
| Bücher für die Reise. Eine Auswahl von Franz Blei. Robert Walser „Die Rose“, E. Rowohlt Verlag, Berlin, | in: Die Dame                                                 | Jg. 52        | H. 20                 |            | 1925             | Zweites Juniheft                                        |                                          | S. 8–10.                |
| E. E., Robert Walser, Die Rose,                                                                         | in: Berliner Tageblatt                                       | Jg. 54        | Nr. 359               |            | 31.7.1925        | Abendausgabe                                            | Rubrik Erzählende Literatur. 24 19 o. V. | S. 6                    |
| Katholiken Deutschlands,                                                                                | I. Abteilung: Schöne Literatur und Kunst                     | Skizzen u. a. | Jg. XXII (1925/26)    | München    | S. 18.           |                                                         |                                          |                         |
| Ludwig Fürst, Robert Walser, Die Rose,                                                                  | in: Die Literatur                                            | Jg. 27        | H. 10                 |            | Juli 1925        |                                                         |                                          | S. 622.                 |
| Martin Platzer, Robert Walser, Die Rose, Ernst Rowohlt Verlag Berlin,                                   | in: National-Zeitung (Basel)                                 | Jg. 83        | Nr. 317               |            | 12.7.1925        | Sonntagsausgabe                                         | Rubrik Bücher für die Ferien.            | S. [9]                  |
| Hermann Hesse, Erinnerung an Lektüre,                                                                   | in: Die neue Rundschau                                       | Jg. 36        | H. 9 (September 1925) | S. 964–972 |                  |                                                         |                                          | hier S. 970–971.        |
| L. W. [= Ludwig Winder], Neue Bücher. Erzähler,                                                         | in: Deutsche Zeitung Bohemia                                 | Jg. 98        | Nr. 249               |            | 25.10.1925       |                                                         |                                          | S. 14.                  |
| Hanns Martin Elster, Neue Novellenbände.                                                                | in: Tägliche Rundschau                                       | Jg. 45        | Nr. 475               |            | 25.10.1925       | Literarische Rundschau                                  |                                          | S. [1]–[2] hier S. [1]. |
| M. G., Die Rose. Von Robert Walser,                                                                     | in: Burgdorfer Tagblatt                                      | Jg. 95        | Nr. 276               |            | 26.11.1925       |                                                         | Rubrik Kleine Bücher.                    | S. 2.                   |
| Hrgh., Robert Walser: Die Rose. (Verlag Ernst Rowohlt, Berlin, 1925),                                   | in: Karlsruher Zeitung. Badischer Staatsanzeiger             | Jg. 168       | Nr. 277               |            | 28.11.1925       |                                                         | (Beilage) Wissenschaft und Bildung       | S. 2.                   |
| k., Von Schweizer Dichtern,                                                                             | in: Basler Nachrichten                                       | Jg. 81        | Nr. 341               |            | 11.12.1925       |                                                         | Literaturbeilage S. [1]–[2]              | hier S. [2].            |
| Erik Schaal, Robert Walser: Die Rose. Berlin: Ernst Rowohlt 1925,                                       | in: Die Schöne Literatur                                     | Jg. 27        | H. 1 (Januar 1926)    |            |                  |                                                         |                                          | S. 19.                  |
| o. V., Walser, Robert, Die Rose. (Rowohlt-Verlag. Berlin.),                                             | in: Der Zwiebelfisch                                         | Jg. 19        | Heft 3/4              |            | 1926             |                                                         |                                          | S. 134.                 |
| Walther Petry, Robert Walser / Die Rose,                                                                | in: Individualität                                           | Jg. 1         | Buch 3                |            | 1926             |                                                         |                                          | S. 125–126.             |
| Josef Gajdeczka, Vom Büchertisch. Literarisches Notizbuch,                                              | in: Tagesbote (Brünn)                                        | Jg. 76        | Nr. 505               |            | 31.10.1926       |                                                         |                                          | S. 3.                   |
| E. R. [= Eugen Roth], Robert Walser: Die Rose,                                                          | in: Volk und Heimat                                          | Jg. 3         | Nr. 1                 |            | 5.1.1927         |                                                         |                                          | S. 5.                   |
| Magda Janssen, Robert Walser, Die Rose. Berlin, Ernst Rowohlt,                                          | in: Beiblatt der Zeitschrift für Bücherfreunde (N.F.)        | Jg. 19        | H. 3 (Mai/Juni 1927)  |            |                  |                                                         |                                          | Sp. 129–130.            |